# ماركو زورو
ماركو أندريه زورو كبولو (بالفرنسية: Marc-André Zoro)‏ من مواليد 27 ديسمبر 1983 في أبيدجان في ساحل العاج، لاعب كرة قدم عاجي.
بدأ مسيرته الكروية مع نادي سالرنتينا الإيطالي في عام 1999، ولعب معهم حتى عام 2003، وشارك معهم في 55 مباراة وسجل هدف واحد، وفي عام 2003 انتقل إلى نادي ميسينا الإيطالي، ولعب معهم حتى عام 2007، وشارك معهم في 95 مباراة وسجل 4 أهداف، ومنذ عام 2007 وهو يلعب مع نادي بنفيكا البرتغالي.
و هو يلعب مع منتخب ساحل العاج لكرة القدم منذ عام 2003.

## روابط خارجية
- ماركو زورو على موقع الاتحاد الدولي (مؤرشف)  (الإنجليزية)
- ماركو زورو على موقع قاعدة بيانات كرة القدم.إي يو (الإنجليزية)
- ماركو زورو على موقع بيانات كرة القدم. دي إي (الألمانية)
- ماركو زورو على موقع ليكيب (الفرنسية)
- ماركو زورو على موقع ناشيونال فوتبول تيمز (الإنجليزية)
- ماركو زورو على موقع Soccerway.com (الإنجليزية)
- ماركو زورو على موقع عالم كرة القدم.نت (الإنجليزية)
- ماركو زورو على موقع كووورة